# 59 Pegasi
59 Pegasi är en misstänkt variabel (VAR:) i stjärnbilden Pegasus.
59 Pegasi har visuell magnitud +5,16 och varierar utan någon fastställd amplitud eller periodicitet. Den befinner sig på ett avstånd av ungefär 240 ljusår.